# Coupe Davis 2015
Navigation
Édition précédente Édition suivante
La Coupe Davis 2015 est la 104e édition de ce tournoi de tennis professionnel masculin par nations. Les rencontres se déroulent du 6 mars au 29 novembre dans différents lieux.
La Grande-Bretagne remporte son 10e saladier d'argent grâce à sa victoire en finale face à la Belgique par trois victoires à une.

## Contexte
Le "Groupe Mondial" de l'édition 2015 de la Coupe Davis met aux prises 16 équipes sélectionnées en fonction de leurs résultats durant l'édition précédente :
- les nations ayant atteint les quarts de finale (1re ligne),
- les nations ayant remporté leur match de barrage (2e ligne).

| Groupe Mondial |               |                |             |                 |                |                      |                 |
| Suisse (V)     | France (F)    | Tchéquie (DF)  | Italie (DF) | Japon (QF)      | Allemagne (QF) | Grande-Bretagne (QF) | Kazakhstan (QF) |
| Serbie (HF)    | Brésil (Gr I) | Argentine (HF) | Canada (HF) | États-Unis (HF) | Australie (HF) | Croatie (Gr I)       | Belgique (HF)   |

Le tournoi se déroule en parallèle dans les groupes inférieurs des zones continentales, avec pour enjeu d'accéder au groupe supérieur. Un total de 119 nations participent à la compétition :
- 16 dans le "Groupe Mondial",
- 22 dans la "Zone Amérique",
- 31 dans la "Zone Asie/Océanie",
- 50 dans la "Zone Afrique/Europe".

## Déroulement du tournoi

### Huitièmes de finale
Le 1er tour de l'édition 2015 de la Coupe Davis se déroule du 6 au 8 mars. Dans la première rencontre du Groupe Mondial, la France, tête de série no 1 malgré sa défaite en finale l'année précédente contre la Suisse, s'impose en Allemagne dès samedi. Après une entame compliquée, où Gilles Simon, pourtant 14e mondial, a besoin de cinq sets pour prendre le dessus sur le modeste Jan-Lennard Struff classé quelque soixante places derrière lui, l'équipe du capitaine Arnaud Clément remporte deux victoires plus faciles, puisque Gaël Monfils (no 19) puis la paire formée par Julien Benneteau et le nouvel arrivant Nicolas Mahut (no 7 et 18 en double) font respecter la logique du classement en battant Philipp Kohlschreiber et le duo Benjamin Becker - Andre Begemann, chaque fois en trois sets. De son côté, la Grande-Bretagne élimine à domicile les États-Unis à l'issue d'une rencontre marquée par deux victoires du 5e mondial Andy Murray sur Donald Young et John Isner, d'un double difficilement remporté par les frères Bryan face à Dominic Inglot et Jamie Murray, et peut-être surtout de l'exploit de James Ward, classé no 111, qui réussit à remonter un handicap de deux sets face au 20e mondial John Isner pour le faire finalement chuter en 4h56. C'est son deuxième succès sur un top 20 après celui contre Stanislas Wawrinka au tournoi du Queen's, en 2011.

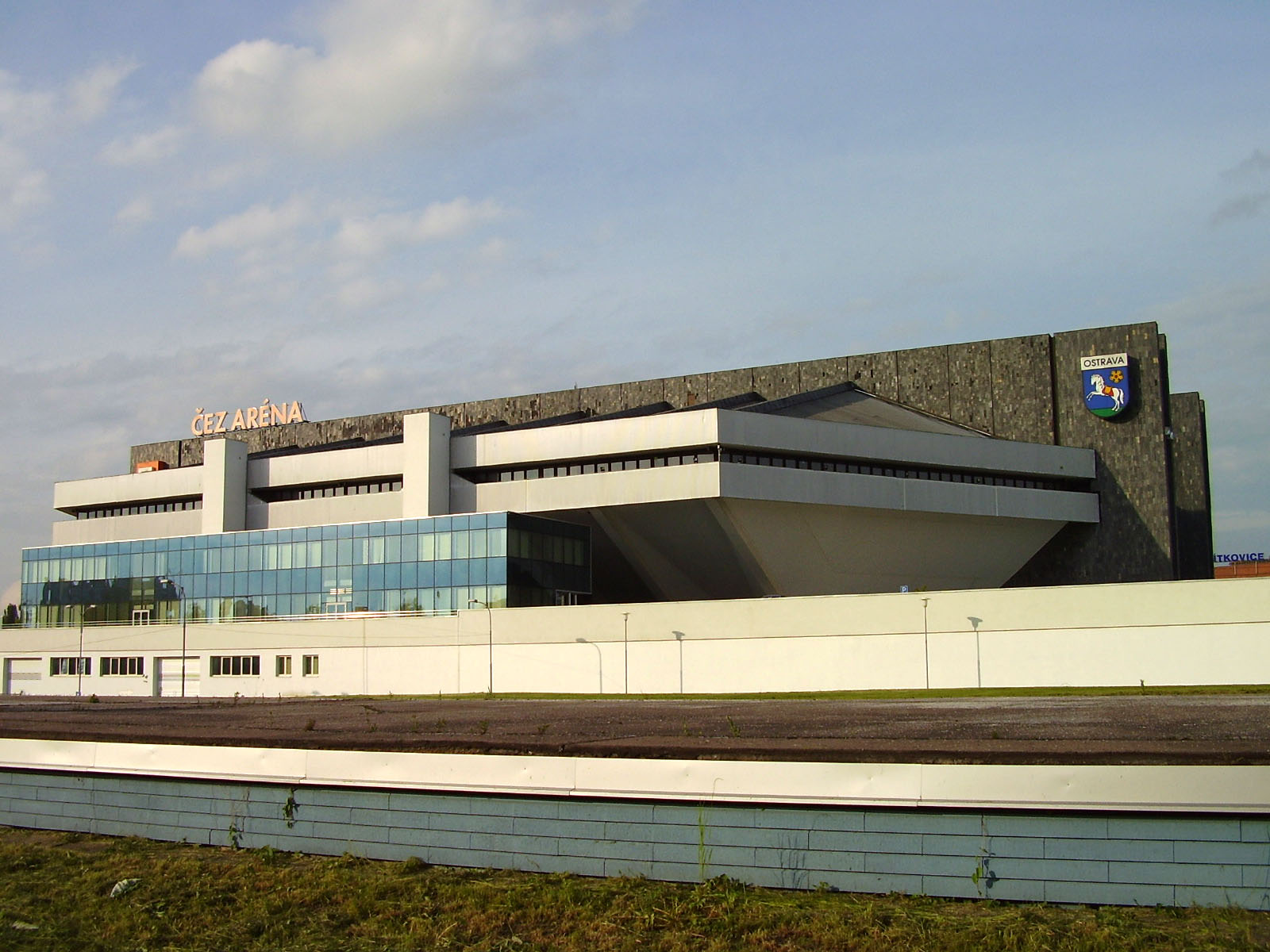
Le ČEZ Aréna, théâtre de la défaite des Tchèques au 1er tour.

En Tchéquie, sans Radek Štěpánek (victime d'une blessure au dos contractée en demi-finales l'année d'avant contre la France) ni Tomáš Berdych, le nouveau capitaine de l'Australie Wally Masur poursuit la tactique de son prédécesseur Patrick Rafter en redonnant une chance dès le premier match au jeune Thanasi Kokkinakis, pourtant classé au-delà du top 100. Le choix s'avère payant puisqu'il s'impose en cinq sets contre Lukáš Rosol, 31e mondial. Deux victoires de Bernard Tomic face à Rosol et au néophyte en Coupe Davis Jiří Veselý complètent le tableau, et les Australiens se qualifient sur le score de 3-2. L'Italie chute en revanche au Kazakhstan, après deux simples remportés par Mikhail Kukushkin sur Simone Bolelli et Andreas Seppi, des joueurs pourtant mieux classés que lui, et un troisième où l'étonnant Aleksandr Nedovyesov, 130e mondial, défait le no 22 Fabio Fognini après cinq sets accrochés.
Dans la partie basse du tableau, le derby entre l'Argentine et le Brésil se solde par une victoire difficile des premiers, chez eux à Buenos Aires (3-2). Dans cette rencontre entre spécialistes de la terre battue, c'est bien le Brésilien João Souza qui se fait le plus remarquer, avec dix sets passés sur le court, pour une victoire sur Carlos Berlocq puis une défaite contre Leonardo Mayer. Ce dernier match devient, avec 6h43 et 15-13 dans la dernière manche, le plus long de l'histoire de la Coupe Davis, et le dernier qui dépasse 6-6 sans tie-break, puisque celui-ci se généralisera à tous les sets à partir de 2016, selon la volonté du nouveau président de l'ITF David Haggerty (en). Si le double est remporté sans difficulté par Marcelo Melo et Bruno Soares, respectivement 3e et 12e de la discipline, c'est finalement Federico Delbonis qui donne le dernier point aux Argentins en battant Thomaz Bellucci, en quatre sets. Dans un autre derby, la Serbie accueille la Croatie pour une rencontre à risques, mais le choc tourne court en l'absence du no 10 Marin Čilić pour contrer Novak Djokovic et Viktor Troicki, no 1 et 41 en simple, et Nenad Zimonjić, no 4 en double.
À Vancouver, les leaders canadien et japonais Milos Raonic et Kei Nishikori, respectivement 6e et 4e mondiaux, renvoient leurs équipes dos-à-dos après des victoires aisées sur les bien moins capés Tatsuma Ito et Vasek Pospisil. S'ensuivent deux matches très accrochés, le premier en double où les expérimentés Pospisil (no 15 de la spécialité) et Daniel Nestor (no 5) ont fort à faire contre un duo Go Soeda - Yasutaka Uchiyama pourtant nettement moins prestigieux, et le second plus attendu avec le choc entre Nishikori et Raonic, soldé par une victoire du premier en cinq sets après 3h04 de jeu. C'est finalement Pospisil qui départage les deux nations en prenant le dessus sur Go Soeda en trois sets. Tenante du titre mais privée de ses piliers Roger Federer et Stanislas Wawrinka (no 2 et 7 mondiaux), la Suisse s'incline quant à elle d'entrée en Belgique. Le surprenant Henri Laaksonen, 344e mondial remporte ses deux matches en cinq sets contre Ruben Bemelmans et Steve Darcis, respectivement 132e et 102e, mais les victoires faciles du même Darcis sur Michael Lammer (no 576, et qui n'avait plus joué de simple en trois sets gagnants depuis 2007), puis du jusqu'ici préservé David Goffin contre Adrien Bossel (no 321) s'ajoutent au point du double pour permettre aux Belges d'accéder au tour suivant.

### Quarts de finale

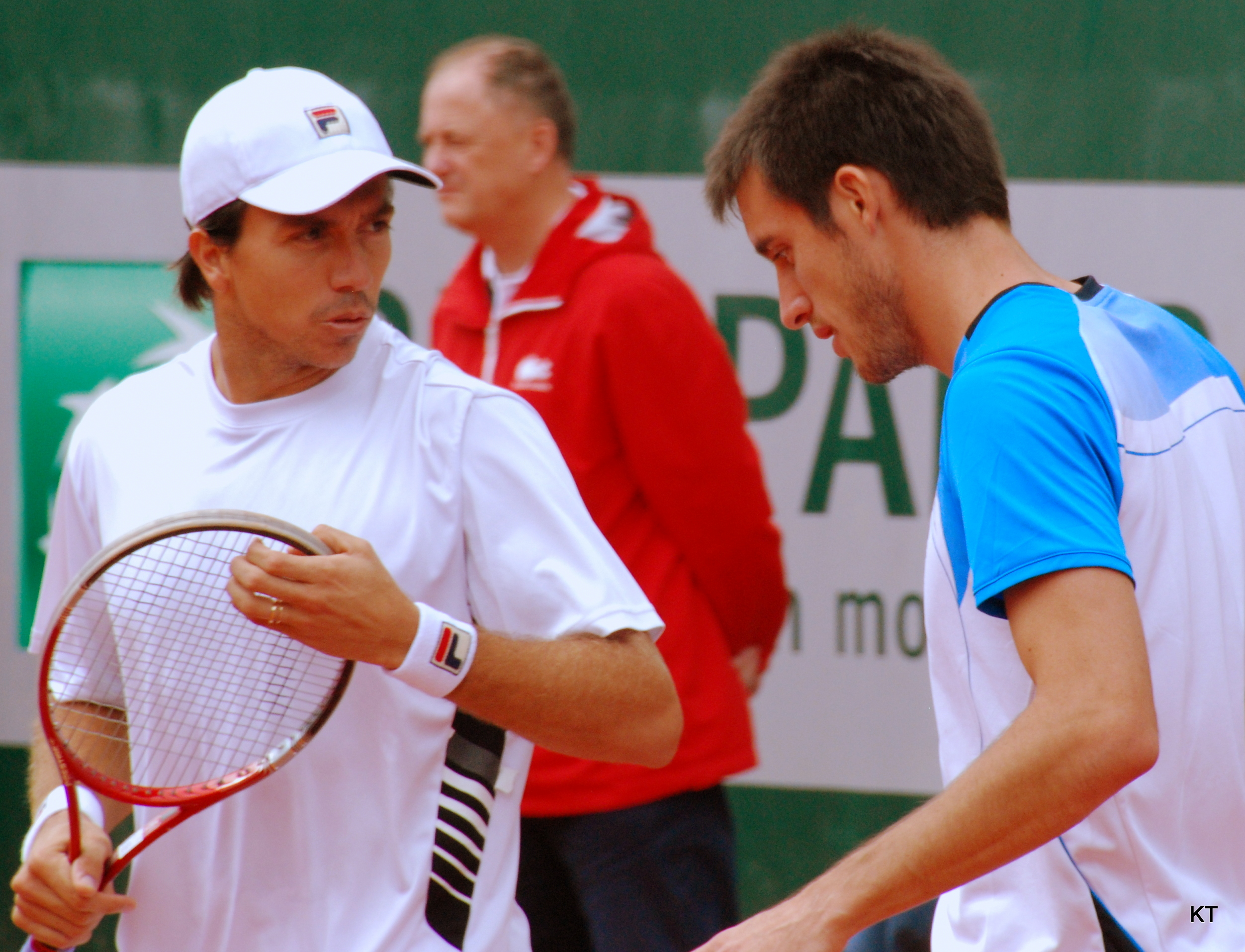
Carlos Berlocq et Leonardo Mayer, en 2013.

En quarts de finale, du 17 au 19 juillet, la France est à son tour victime de la Grande-Bretagne d'Andy Murray. À Londres, le désormais no 3 mondial remporte ses deux simples contre Jo-Wilfried Tsonga et Gilles Simon no 12 et 11, ainsi que le double avec son frère Jamie face à Tsonga et Nicolas Mahut. De son côté, l'Australie remporte à domicile son duel contre le Kazakhstan, malgré un démarrage difficile avec les défaites des espoirs Thanasi Kokkinakis et Nick Kyrgios contre Mikhail Kukushkin et l'insaisissable Aleksandr Nedovyesov. Ce sont leurs aînés Sam Groth et Lleyton Hewitt, ancien no 1 retombé à la 279e place mondiale, qui reprennent les choses en main en remportant les trois matches suivants à eux-deux, offrant aux Australiens leur première place en demi-finales depuis 2006. C'est aussi la première fois depuis 1939 qu'on les voit remonter un retard de 0-2 en Coupe Davis.
Novak Djokovic absent, la Serbie tombe dès samedi sur la terre battue de Buenos Aires. Leonardo Mayer remporte aisément son simple contre Filip Krajinović puis le double avec Carlos Berlocq face à Viktor Troicki et Nenad Zimonjić, tandis qu'il faut cinq sets à Federico Delbonis pour venir à bout de Viktor Troicki après avoir été mené deux manches à rien. À l'arrivée, l'Argentine s'impose 4-1 et accède à sa dixième demi-finale en treize ans. De son côté le Canada, privé du 8e mondial Milos Raonic, ne peut rien faire contre la Belgique emmenée par un David Goffin classé maintenant 14e, qui s'impose sans difficulté 5-0 et accède à sa première demi-finale depuis 1999.

### Demi-finales
Les demi-finales se tiennent du 18 et 20 septembre et comme aux tours précédents, la Grande-Bretagne l'emporte à domicile principalement grâce à l'apport d'Andy Murray. Il défait facilement Thanasi Kokkinakis puis Bernard Tomic, et remporte un double accroché avec son frère contre les expérimentés Lleyton Hewitt et Sam Groth. Malgré deux victoires en simple contre Daniel Evans (dont une sans enjeu), l'Australie chute 3-2, et laisse son adversaire atteindre sa première finale depuis 1978.
Dans l'autre rencontre, la Belgique, qui a pris soin d'élire une surface dure pour accueillir l'Argentine, parvient à s'imposer au terme d'un duel serré. David Goffin remporte logiquement  ses deux matches contre Federico Delbonis et Diego Schwartzman sans rencontrer de difficulté, mais Leonardo Mayer sauve encore son équipe en battant Steve Darcis, puis le même associé à Ruben Bemelmans dans son double avec Carlos Berlocq. Darcis donne finalement le point de la victoire à son pays en triomphant de Delbonis en 3h06 de jeu. Les Belges accèdent à leur première finale de Coupe Davis depuis sa quatrième édition en 1904, à une époque où seules six nations s'affrontaient.

### Finale

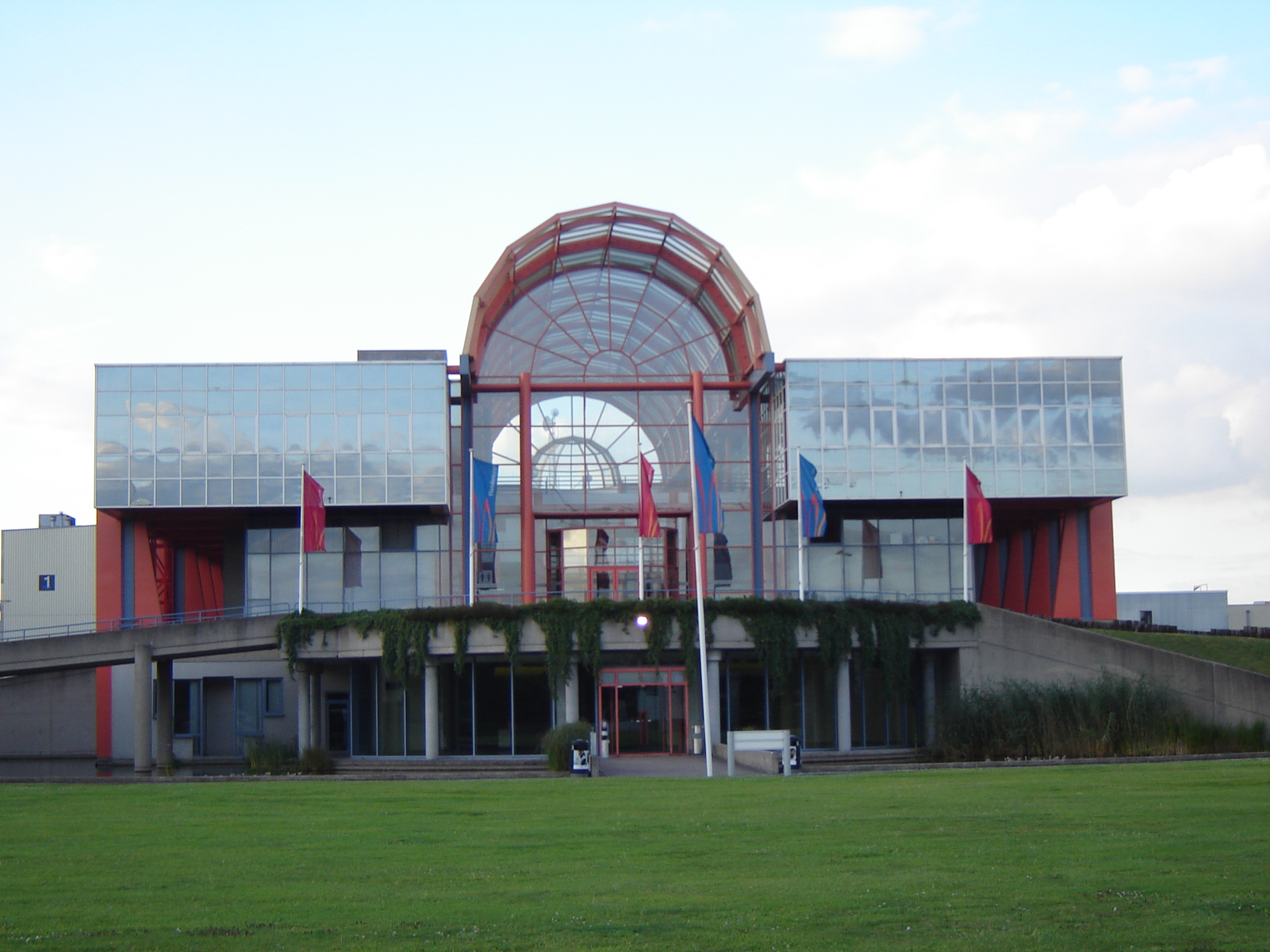
L'entrée du Flanders Expo à Gand, où se déroule la finale.

La finale se déroule du 27 au 29 novembre et pour son premier match à l'extérieur cette saison, la Grande-Bretagne se déplace à Gand pour affronter la Belgique sur terre battue indoor. Les Britanniques, qui visent un dixième titre de Coupe Davis, s'en remettent une fois de plus à Andy et Jamie Murray, passés respectivement no 2 mondial en simple et no 7 en double. Le premier remporte encore ses deux simples contre Ruben Bemelmans et surtout David Goffin, en trois sets à chaque fois, puis avec son frère bat de nouveau le leader belge associé à Steve Darcis dans le double. La rencontre est en outre marquée par un premier match où Goffin est poussé en cinq sets par le jeune Kyle Edmund, 100e mondial et qui vit là sa toute première sélection. Le novice anglais rejoint ainsi le petit nombre de joueurs ayant débuté en Coupe Davis lors d'une finale, les deux derniers en date étant Feliciano López en 2003 et Paul-Henri Mathieu en 2001.
Les Belges échouent donc pour la deuxième fois en finale après 1904, où ils s'étaient déjà inclinés face aux Britanniques, à Londres. Ces derniers, qui restaient sur une finale perdue en 1978 face aux États-Unis, remportent ainsi leur 10e Saladier d'Argent, 79 ans après leur précédente victoire en 1936. Avec onze matches remportés sur autant de joués (il n'était pas aligné dans le double du premier tour), Andy Murray s'affiche sans conteste comme l'artisan principal de ce succès. C'est également le troisième joueur à remporter les huit simples possibles dans une campagne après John McEnroe en 1982 et Mats Wilander l'année suivante.

## Résultats

### Groupe mondial
Les nations vaincues au 1er tour jouent leur maintien pour le groupe mondial lors du tour de barrage. Les autres sont directement qualifiées pour le groupe mondial 2016.

#### Tableau
Les nations numérotées sont les têtes de série, selon le classement de la fédération internationale de tennis au 15 septembre 2014.
|  | Huitièmes de finale 6 - 8 mars              | Huitièmes de finale 6 - 8 mars              |                 |   | Quarts de finale 17 - 19 juillet  | Quarts de finale 17 - 19 juillet  |  |  | Demi-finales 18 - 20 septembre  | Demi-finales 18 - 20 septembre  |  |  | Finale 27 - 29 novembre            | Finale 27 - 29 novembre            |
|  | Huitièmes de finale 6 - 8 mars              | Huitièmes de finale 6 - 8 mars              |                 |   | Quarts de finale 17 - 19 juillet  | Quarts de finale 17 - 19 juillet  |  |  | Demi-finales 18 - 20 septembre  | Demi-finales 18 - 20 septembre  |  |  | Finale 27 - 29 novembre            | Finale 27 - 29 novembre            |
|  |                                             |                                             |                 |   |                                   |                                   |  |  |                                 |                                 |  |  |                                    |                                    |
|  | Francfort, Allemagne (dur int.)             | Francfort, Allemagne (dur int.)             |                 |   | Londres, Royaume-Uni (gazon ext.) | Londres, Royaume-Uni (gazon ext.) |  |  | Glasgow, Royaume-Uni (dur int.) | Glasgow, Royaume-Uni (dur int.) |  |  | Gand, Belgique (terre battue int.) | Gand, Belgique (terre battue int.) |
|  | Francfort, Allemagne (dur int.)             | Francfort, Allemagne (dur int.)             |                 |   | Londres, Royaume-Uni (gazon ext.) | Londres, Royaume-Uni (gazon ext.) |  |  | Glasgow, Royaume-Uni (dur int.) | Glasgow, Royaume-Uni (dur int.) |  |  | Gand, Belgique (terre battue int.) | Gand, Belgique (terre battue int.) |
|  | France (1)                                  | 3                                           |                 |   | Londres, Royaume-Uni (gazon ext.) | Londres, Royaume-Uni (gazon ext.) |  |  | Glasgow, Royaume-Uni (dur int.) | Glasgow, Royaume-Uni (dur int.) |  |  | Gand, Belgique (terre battue int.) | Gand, Belgique (terre battue int.) |
|  | France (1)                                  | 3                                           |                 |   | Londres, Royaume-Uni (gazon ext.) | Londres, Royaume-Uni (gazon ext.) |  |  | Glasgow, Royaume-Uni (dur int.) | Glasgow, Royaume-Uni (dur int.) |  |  | Gand, Belgique (terre battue int.) | Gand, Belgique (terre battue int.) |
|  | Allemagne                                   | 2                                           |                 |   | Londres, Royaume-Uni (gazon ext.) | Londres, Royaume-Uni (gazon ext.) |  |  | Glasgow, Royaume-Uni (dur int.) | Glasgow, Royaume-Uni (dur int.) |  |  | Gand, Belgique (terre battue int.) | Gand, Belgique (terre battue int.) |
|  | Allemagne                                   | 2                                           | France (1)      | 1 |                                   |                                   |  |  | Glasgow, Royaume-Uni (dur int.) | Glasgow, Royaume-Uni (dur int.) |  |  | Gand, Belgique (terre battue int.) | Gand, Belgique (terre battue int.) |
|  | Glasgow, Royaume-Uni (dur int.)             |                                             | France (1)      | 1 |                                   |                                   |  |  | Glasgow, Royaume-Uni (dur int.) | Glasgow, Royaume-Uni (dur int.) |  |  | Gand, Belgique (terre battue int.) | Gand, Belgique (terre battue int.) |
|  |                                             | Grande-Bretagne                             | 3               |   |                                   |                                   |  |  | Glasgow, Royaume-Uni (dur int.) | Glasgow, Royaume-Uni (dur int.) |  |  | Gand, Belgique (terre battue int.) | Gand, Belgique (terre battue int.) |
|  | États-Unis (7)                              | Grande-Bretagne                             | 3               | 2 |                                   |                                   |  |  | Glasgow, Royaume-Uni (dur int.) | Glasgow, Royaume-Uni (dur int.) |  |  | Gand, Belgique (terre battue int.) | Gand, Belgique (terre battue int.) |
|  | États-Unis (7)                              | Darwin, Australie* (gazon ext.)             |                 | 2 |                                   |                                   |  |  | Glasgow, Royaume-Uni (dur int.) | Glasgow, Royaume-Uni (dur int.) |  |  | Gand, Belgique (terre battue int.) | Gand, Belgique (terre battue int.) |
|  | Grande-Bretagne                             | 3                                           |                 |   |                                   |                                   |  |  | Glasgow, Royaume-Uni (dur int.) | Glasgow, Royaume-Uni (dur int.) |  |  | Gand, Belgique (terre battue int.) | Gand, Belgique (terre battue int.) |
|  | Grande-Bretagne                             | 3                                           | Grande-Bretagne | 3 |                                   |                                   |  |  |                                 |                                 |  |  | Gand, Belgique (terre battue int.) | Gand, Belgique (terre battue int.) |
|  | Ostrava, Tchéquie (dur int.)                |                                             | Grande-Bretagne | 3 |                                   |                                   |  |  |                                 |                                 |  |  | Gand, Belgique (terre battue int.) | Gand, Belgique (terre battue int.) |
|  |                                             | Australie                                   | 2               |   |                                   |                                   |  |  |                                 |                                 |  |  | Gand, Belgique (terre battue int.) | Gand, Belgique (terre battue int.) |
|  | Tchéquie (3)                                | Australie                                   | 2               | 2 |                                   |                                   |  |  |                                 |                                 |  |  | Gand, Belgique (terre battue int.) | Gand, Belgique (terre battue int.) |
|  | Tchéquie (3)                                | Bruxelles, Belgique*** (dur int.)           |                 | 2 |                                   |                                   |  |  |                                 |                                 |  |  | Gand, Belgique (terre battue int.) | Gand, Belgique (terre battue int.) |
|  | Australie                                   | 3                                           |                 |   |                                   |                                   |  |  |                                 |                                 |  |  | Gand, Belgique (terre battue int.) | Gand, Belgique (terre battue int.) |
|  | Australie                                   | 3                                           | Australie       | 3 |                                   |                                   |  |  |                                 |                                 |  |  | Gand, Belgique (terre battue int.) | Gand, Belgique (terre battue int.) |
|  | Astana, Kazakhstan* (dur int.)              |                                             | Australie       | 3 |                                   |                                   |  |  |                                 |                                 |  |  | Gand, Belgique (terre battue int.) | Gand, Belgique (terre battue int.) |
|  |                                             | Kazakhstan                                  | 2               |   |                                   |                                   |  |  |                                 |                                 |  |  | Gand, Belgique (terre battue int.) | Gand, Belgique (terre battue int.) |
|  | Italie (6)                                  | Kazakhstan                                  | 2               | 2 |                                   |                                   |  |  |                                 |                                 |  |  | Gand, Belgique (terre battue int.) | Gand, Belgique (terre battue int.) |
|  | Italie (6)                                  | Buenos Aires, Argentine (terre battue int.) |                 | 2 |                                   |                                   |  |  |                                 |                                 |  |  | Gand, Belgique (terre battue int.) | Gand, Belgique (terre battue int.) |
|  | Kazakhstan                                  | 3                                           |                 |   |                                   |                                   |  |  |                                 |                                 |  |  | Gand, Belgique (terre battue int.) | Gand, Belgique (terre battue int.) |
|  | Kazakhstan                                  | 3                                           | Grande-Bretagne | 3 |                                   |                                   |  |  |                                 |                                 |  |  |                                    |                                    |
|  | Buenos Aires, Argentine (terre battue ext.) |                                             | Grande-Bretagne | 3 |                                   |                                   |  |  |                                 |                                 |  |  |                                    |                                    |
|  |                                             | Belgique                                    | 1               |   |                                   |                                   |  |  |                                 |                                 |  |  |                                    |                                    |
|  | Brésil                                      | Belgique                                    | 1               | 2 |                                   |                                   |  |  |                                 |                                 |  |  |                                    |                                    |
|  | Brésil                                      |                                             |                 | 2 |                                   |                                   |  |  |                                 |                                 |  |  |                                    |                                    |
|  | Argentine (5)                               | 3                                           |                 |   |                                   |                                   |  |  |                                 |                                 |  |  |                                    |                                    |
|  | Argentine (5)                               | 3                                           | Argentine (5)   | 4 |                                   |                                   |  |  |                                 |                                 |  |  |                                    |                                    |
|  | Kraljevo, Serbie (dur int.)                 |                                             | Argentine (5)   | 4 |                                   |                                   |  |  |                                 |                                 |  |  |                                    |                                    |
|  |                                             | Serbie (4)                                  | 1               |   |                                   |                                   |  |  |                                 |                                 |  |  |                                    |                                    |
|  | Croatie                                     | Serbie (4)                                  | 1               | 0 |                                   |                                   |  |  |                                 |                                 |  |  |                                    |                                    |
|  | Croatie                                     | Ostende, Belgique** (terre battue ext.)     |                 | 0 |                                   |                                   |  |  |                                 |                                 |  |  |                                    |                                    |
|  | Serbie (4)                                  | 5                                           |                 |   |                                   |                                   |  |  |                                 |                                 |  |  |                                    |                                    |
|  | Serbie (4)                                  | 5                                           | Argentine (5)   | 2 |                                   |                                   |  |  |                                 |                                 |  |  |                                    |                                    |
|  | Vancouver, Canada (dur int.)                |                                             | Argentine (5)   | 2 |                                   |                                   |  |  |                                 |                                 |  |  |                                    |                                    |
|  |                                             | Belgique                                    | 3               |   |                                   |                                   |  |  |                                 |                                 |  |  |                                    |                                    |
|  | Japon                                       | Belgique                                    | 3               | 2 |                                   |                                   |  |  |                                 |                                 |  |  |                                    |                                    |
|  | Japon                                       |                                             |                 | 2 |                                   |                                   |  |  |                                 |                                 |  |  |                                    |                                    |
|  | Canada (8)                                  | 3                                           |                 |   |                                   |                                   |  |  |                                 |                                 |  |  |                                    |                                    |
|  | Canada (8)                                  | 3                                           | Canada (8)      | 0 |                                   |                                   |  |  |                                 |                                 |  |  |                                    |                                    |
|  | Liège, Belgique (dur int.)                  |                                             | Canada (8)      | 0 |                                   |                                   |  |  |                                 |                                 |  |  |                                    |                                    |
|  |                                             | Belgique                                    | 5               |   |                                   |                                   |  |  |                                 |                                 |  |  |                                    |                                    |
|  | Belgique                                    | Belgique                                    | 5               | 3 |                                   |                                   |  |  |                                 |                                 |  |  |                                    |                                    |
|  | Belgique                                    |                                             |                 | 3 |                                   |                                   |  |  |                                 |                                 |  |  |                                    |                                    |
|  | Suisse (2)                                  | 2                                           |                 |   |                                   |                                   |  |  |                                 |                                 |  |  |                                    |                                    |
|  | Suisse (2)                                  | 2                                           |                 |   |                                   |                                   |  |  |                                 |                                 |  |  |                                    |                                    |

* les équipes qui se rencontrent pour la 1re fois dans l'histoire de la compétition tirent au sort la nation qui reçoit.
** Bien que la Belgique et le Canada se soient rencontrés en 1913, un tirage au sort détermine la nation qui reçoit.
*** Bien que la Belgique et l'Argentine se soient rencontrés en 1948, un tirage au sort détermine la nation qui reçoit.

#### Matchs détaillés

##### Huitièmes de finale
| | Allemagne | 2                       | -  | 3 | France |   |    |
| --- | --------- | ----------------------- | -- | - | ------ | - | -- |
| Fraport Arena, Francfort, Allemagne |           |                         |    |   |        |   |    |
| du 6 au 8 mars 2015 sur dur (int.) |           |                         |    |   |        |   |    |
| \| 1 \| \| Jan-Lennard Struff \| 64 \| 6 \| 7 \| 2 \| 8 \| \| 1 \| \| Gilles Simon \| 7 \| 2 \| 61 \| 6 \| 10 \| \| 2 \| \| Philipp Kohlschreiber \| 4 \| 5 \| 64 \| \| \| \| 2 \| \| Gaël Monfils \| 6 \| 7 \| 7 \| \| \| \| 3 \| \| B. Becker - A. Begemann \| 4 \| 3 \| 2 \| \| \| \| 3 \| \| J. Benneteau - N. Mahut \| 6 \| 6 \| 6 \| \| \| \| \| \| \| \| \| \| \| \| \| 4 \| \| Philipp Kohlschreiber \| 7 \| 6 \| \| \| \| \| 4 \| \| Gilles Simon \| 65 \| 4 \| \| \| \| \| \| \| \| \| \| \| \| \| \| 5 \| \| Jan-Lennard Struff \| 7 \| 6 \| \| \| \| \| 5 \| \| Nicolas Mahut \| 6 \| 3 \| \| \| \| \| \| \| \| \| \| \| \| \| |           |                         |    |   |        |   |    |
| 1 |           | Jan-Lennard Struff      | 64 | 6 | 7      | 2 | 8  |
| 1 |           | Gilles Simon            | 7  | 2 | 61     | 6 | 10 |
| 2 |           | Philipp Kohlschreiber   | 4  | 5 | 64     |   |    |
| 2 |           | Gaël Monfils            | 6  | 7 | 7      |   |    |
| 3 |           | B. Becker - A. Begemann | 4  | 3 | 2      |   |    |
| 3 |           | J. Benneteau - N. Mahut | 6  | 6 | 6      |   |    |
| |           |                         |    |   |        |   |    |
| 4 |           | Philipp Kohlschreiber   | 7  | 6 |        |   |    |
| 4 |           | Gilles Simon            | 65 | 4 |        |   |    |
| |           |                         |    |   |        |   |    |
| 5 |           | Jan-Lennard Struff      | 7  | 6 |        |   |    |
| 5 |           | Nicolas Mahut           | 6  | 3 |        |   |    |
| |           |                         |    |   |        |   |    |

| 1 |  | Jan-Lennard Struff      | 64 | 6 | 7  | 2 | 8  |
| 1 |  | Gilles Simon            | 7  | 2 | 61 | 6 | 10 |
| 2 |  | Philipp Kohlschreiber   | 4  | 5 | 64 |   |    |
| 2 |  | Gaël Monfils            | 6  | 7 | 7  |   |    |
| 3 |  | B. Becker - A. Begemann | 4  | 3 | 2  |   |    |
| 3 |  | J. Benneteau - N. Mahut | 6  | 6 | 6  |   |    |
|   |  |                         |    |   |    |   |    |
| 4 |  | Philipp Kohlschreiber   | 7  | 6 |    |   |    |
| 4 |  | Gilles Simon            | 65 | 4 |    |   |    |
|   |  |                         |    |   |    |   |    |
| 5 |  | Jan-Lennard Struff      | 7  | 6 |    |   |    |
| 5 |  | Nicolas Mahut           | 6  | 3 |    |   |    |
|   |  |                         |    |   |    |   |    |

| | Grande-Bretagne | 3                             | -  | 2 | États-Unis |    |    |
| --- | --------------- | ----------------------------- | -- | - | ---------- | -- | -- |
| Emirates Arena, Glasgow, Royaume-Uni |                 |                               |    |   |            |    |    |
| du 6 au 8 mars 2015 sur dur (int.) |                 |                               |    |   |            |    |    |
| \| 1 \| \| Andy Murray \| 6 \| 6 \| 4 \| 6 \| \| \| 1 \| \| Donald Young \| 1 \| 1 \| 6 \| 2 \| \| \| 2 \| \| James Ward \| 64 \| 5 \| 6 \| 7 \| 15 \| \| 2 \| \| John Isner \| 7 \| 7 \| 3 \| 63 \| 13 \| \| 3 \| \| Dominic Inglot - Jamie Murray \| 3 \| 2 \| 6 \| 7 \| 7 \| \| 3 \| \| Bob Bryan - Mike Bryan \| 6 \| 6 \| 3 \| 68 \| 9 \| \| \| \| \| \| \| \| \| \| \| 4 \| \| Andy Murray \| 7 \| 6 \| 7 \| \| \| \| 4 \| \| John Isner \| 64 \| 3 \| 64 \| \| \| \| \| \| \| \| \| \| \| \| \| 5 \| \| James Ward \| 7 \| 0 \| ab. \| \| \| \| 5 \| \| Donald Young \| 5 \| 1 \| \| \| \| \| \| \| \| \| \| \| \| \| |                 |                               |    |   |            |    |    |
| 1 |                 | Andy Murray                   | 6  | 6 | 4          | 6  |    |
| 1 |                 | Donald Young                  | 1  | 1 | 6          | 2  |    |
| 2 |                 | James Ward                    | 64 | 5 | 6          | 7  | 15 |
| 2 |                 | John Isner                    | 7  | 7 | 3          | 63 | 13 |
| 3 |                 | Dominic Inglot - Jamie Murray | 3  | 2 | 6          | 7  | 7  |
| 3 |                 | Bob Bryan - Mike Bryan        | 6  | 6 | 3          | 68 | 9  |
| |                 |                               |    |   |            |    |    |
| 4 |                 | Andy Murray                   | 7  | 6 | 7          |    |    |
| 4 |                 | John Isner                    | 64 | 3 | 64         |    |    |
| |                 |                               |    |   |            |    |    |
| 5 |                 | James Ward                    | 7  | 0 | ab.        |    |    |
| 5 |                 | Donald Young                  | 5  | 1 |            |    |    |
| |                 |                               |    |   |            |    |    |

| 1 |  | Andy Murray                   | 6  | 6 | 4   | 6  |    |
| 1 |  | Donald Young                  | 1  | 1 | 6   | 2  |    |
| 2 |  | James Ward                    | 64 | 5 | 6   | 7  | 15 |
| 2 |  | John Isner                    | 7  | 7 | 3   | 63 | 13 |
| 3 |  | Dominic Inglot - Jamie Murray | 3  | 2 | 6   | 7  | 7  |
| 3 |  | Bob Bryan - Mike Bryan        | 6  | 6 | 3   | 68 | 9  |
|   |  |                               |    |   |     |    |    |
| 4 |  | Andy Murray                   | 7  | 6 | 7   |    |    |
| 4 |  | John Isner                    | 64 | 3 | 64  |    |    |
|   |  |                               |    |   |     |    |    |
| 5 |  | James Ward                    | 7  | 0 | ab. |    |    |
| 5 |  | Donald Young                  | 5  | 1 |     |    |    |
|   |  |                               |    |   |     |    |    |

| | Tchéquie | 2                           | -  | 3  | Australie |    |   |
| --- | -------- | --------------------------- | -- | -- | --------- | -- | - |
| ČEZ Aréna, Ostrava, Tchéquie |          |                             |    |    |           |    |   |
| du 6 au 8 mars 2015 sur dur (int.) |          |                             |    |    |           |    |   |
| \| 1 \| \| Lukáš Rosol \| 6 \| 6 \| 5 \| 5 \| 3 \| \| 1 \| \| Thanasi Kokkinakis \| 4 \| 2 \| 7 \| 7 \| 6 \| \| 2 \| \| Jiří Veselý \| 4 \| 3 \| 65 \| \| \| \| 2 \| \| Bernard Tomic \| 6 \| 6 \| 7 \| \| \| \| 3 \| \| Adam Pavlásek - Jiří Veselý \| 1 \| 7 \| 3 \| 7 \| 6 \| \| 3 \| \| Sam Groth - Lleyton Hewitt \| 6 \| 62 \| 6 \| 64 \| 2 \| \| \| \| \| \| \| \| \| \| \| 4 \| \| Lukáš Rosol \| 64 \| 3 \| 65 \| \| \| \| 4 \| \| Bernard Tomic \| 7 \| 6 \| 7 \| \| \| \| \| \| \| \| \| \| \| \| \| 5 \| \| Jan Mertl \| 6 \| 6 \| \| \| \| \| 5 \| \| Sam Groth \| 3 \| 2 \| \| \| \| \| \| \| \| \| \| \| \| \| |          |                             |    |    |           |    |   |
| 1 |          | Lukáš Rosol                 | 6  | 6  | 5         | 5  | 3 |
| 1 |          | Thanasi Kokkinakis          | 4  | 2  | 7         | 7  | 6 |
| 2 |          | Jiří Veselý                 | 4  | 3  | 65        |    |   |
| 2 |          | Bernard Tomic               | 6  | 6  | 7         |    |   |
| 3 |          | Adam Pavlásek - Jiří Veselý | 1  | 7  | 3         | 7  | 6 |
| 3 |          | Sam Groth - Lleyton Hewitt  | 6  | 62 | 6         | 64 | 2 |
| |          |                             |    |    |           |    |   |
| 4 |          | Lukáš Rosol                 | 64 | 3  | 65        |    |   |
| 4 |          | Bernard Tomic               | 7  | 6  | 7         |    |   |
| |          |                             |    |    |           |    |   |
| 5 |          | Jan Mertl                   | 6  | 6  |           |    |   |
| 5 |          | Sam Groth                   | 3  | 2  |           |    |   |
| |          |                             |    |    |           |    |   |

| 1 |  | Lukáš Rosol                 | 6  | 6  | 5  | 5  | 3 |
| 1 |  | Thanasi Kokkinakis          | 4  | 2  | 7  | 7  | 6 |
| 2 |  | Jiří Veselý                 | 4  | 3  | 65 |    |   |
| 2 |  | Bernard Tomic               | 6  | 6  | 7  |    |   |
| 3 |  | Adam Pavlásek - Jiří Veselý | 1  | 7  | 3  | 7  | 6 |
| 3 |  | Sam Groth - Lleyton Hewitt  | 6  | 62 | 6  | 64 | 2 |
|   |  |                             |    |    |    |    |   |
| 4 |  | Lukáš Rosol                 | 64 | 3  | 65 |    |   |
| 4 |  | Bernard Tomic               | 7  | 6  | 7  |    |   |
|   |  |                             |    |    |    |    |   |
| 5 |  | Jan Mertl                   | 6  | 6  |    |    |   |
| 5 |  | Sam Groth                   | 3  | 2  |    |    |   |
|   |  |                             |    |    |    |    |   |

| | Kazakhstan | 3                              | -  | 2 | Italie |   |   |
| --- | ---------- | ------------------------------ | -- | - | ------ | - | - |
| National Tennis Centre, Astana, Kazakhstan |            |                                |    |   |        |   |   |
| du 6 au 8 mars 2015 sur dur (int.) |            |                                |    |   |        |   |   |
| \| 1 \| \| Mikhail Kukushkin \| 7 \| 6 \| 6 \| \| \| \| 1 \| \| Simone Bolelli \| 6 \| 1 \| 2 \| \| \| \| 2 \| \| Andrey Golubev \| 3 \| 3 \| 7 \| 2 \| \| \| 2 \| \| Andreas Seppi \| 6 \| 6 \| 65 \| 6 \| \| \| 3 \| \| A. Golubev - A. Nedovyesov \| 64 \| 3 \| 7 \| 4 \| \| \| 3 \| \| Simone Bolelli - Fabio Fognini \| 7 \| 6 \| 613 \| 6 \| \| \| \| \| \| \| \| \| \| \| \| 4 \| \| Mikhail Kukushkin \| 7 \| 6 \| 6 \| \| \| \| 4 \| \| Andreas Seppi \| 68 \| 0 \| 4 \| \| \| \| \| \| \| \| \| \| \| \| \| 5 \| \| Aleksandr Nedovyesov \| 7 \| 3 \| 4 \| 6 \| 7 \| \| 5 \| \| Fabio Fognini \| 65 \| 6 \| 6 \| 3 \| 5 \| \| \| \| \| \| \| \| \| \| |            |                                |    |   |        |   |   |
| 1 |            | Mikhail Kukushkin              | 7  | 6 | 6      |   |   |
| 1 |            | Simone Bolelli                 | 6  | 1 | 2      |   |   |
| 2 |            | Andrey Golubev                 | 3  | 3 | 7      | 2 |   |
| 2 |            | Andreas Seppi                  | 6  | 6 | 65     | 6 |   |
| 3 |            | A. Golubev - A. Nedovyesov     | 64 | 3 | 7      | 4 |   |
| 3 |            | Simone Bolelli - Fabio Fognini | 7  | 6 | 613    | 6 |   |
| |            |                                |    |   |        |   |   |
| 4 |            | Mikhail Kukushkin              | 7  | 6 | 6      |   |   |
| 4 |            | Andreas Seppi                  | 68 | 0 | 4      |   |   |
| |            |                                |    |   |        |   |   |
| 5 |            | Aleksandr Nedovyesov           | 7  | 3 | 4      | 6 | 7 |
| 5 |            | Fabio Fognini                  | 65 | 6 | 6      | 3 | 5 |
| |            |                                |    |   |        |   |   |

| 1 |  | Mikhail Kukushkin              | 7  | 6 | 6   |   |   |
| 1 |  | Simone Bolelli                 | 6  | 1 | 2   |   |   |
| 2 |  | Andrey Golubev                 | 3  | 3 | 7   | 2 |   |
| 2 |  | Andreas Seppi                  | 6  | 6 | 65  | 6 |   |
| 3 |  | A. Golubev - A. Nedovyesov     | 64 | 3 | 7   | 4 |   |
| 3 |  | Simone Bolelli - Fabio Fognini | 7  | 6 | 613 | 6 |   |
|   |  |                                |    |   |     |   |   |
| 4 |  | Mikhail Kukushkin              | 7  | 6 | 6   |   |   |
| 4 |  | Andreas Seppi                  | 68 | 0 | 4   |   |   |
|   |  |                                |    |   |     |   |   |
| 5 |  | Aleksandr Nedovyesov           | 7  | 3 | 4   | 6 | 7 |
| 5 |  | Fabio Fognini                  | 65 | 6 | 6   | 3 | 5 |
|   |  |                                |    |   |     |   |   |

| | Argentine | 3                           | -  | 2  | Brésil |   |    |
| --- | --------- | --------------------------- | -- | -- | ------ | - | -- |
| Tecnópolis, Buenos Aires, Argentine |           |                             |    |    |        |   |    |
| du 6 au 9 mars 2015 sur terre battue (ext.) |           |                             |    |    |        |   |    |
| \| 1 \| \| Carlos Berlocq \| 4 \| 6 \| 7 \| 3 \| 2 \| \| 1 \| \| João Souza \| 6 \| 3 \| 5 \| 6 \| 6 \| \| 2 \| \| Leonardo Mayer \| 6 \| 6 \| 1 \| 6 \| \| \| 2 \| \| Thomaz Bellucci \| 4 \| 3 \| 6 \| 3 \| \| \| 3 \| \| C. Berlocq - D. Schwartzman \| 5 \| 3 \| 4 \| \| \| \| 3 \| \| Marcelo Melo - Bruno Soares \| 7 \| 6 \| 6 \| \| \| \| \| \| \| \| \| \| \| \| \| 4 \| \| Leonardo Mayer \| 7 \| 7 \| 5 \| 5 \| 15 \| \| 4 \| \| João Souza \| 64 \| 65 \| 7 \| 7 \| 13 \| \| \| \| \| \| \| \| \| \| \| 5 \| \| Federico Delbonis \| 6 \| 3 \| 6 \| 7 \| \| \| 5 \| \| Thomaz Bellucci \| 3 \| 6 \| 2 \| 5 \| \| \| \| \| \| \| \| \| \| \| |           |                             |    |    |        |   |    |
| 1 |           | Carlos Berlocq              | 4  | 6  | 7      | 3 | 2  |
| 1 |           | João Souza                  | 6  | 3  | 5      | 6 | 6  |
| 2 |           | Leonardo Mayer              | 6  | 6  | 1      | 6 |    |
| 2 |           | Thomaz Bellucci             | 4  | 3  | 6      | 3 |    |
| 3 |           | C. Berlocq - D. Schwartzman | 5  | 3  | 4      |   |    |
| 3 |           | Marcelo Melo - Bruno Soares | 7  | 6  | 6      |   |    |
| |           |                             |    |    |        |   |    |
| 4 |           | Leonardo Mayer              | 7  | 7  | 5      | 5 | 15 |
| 4 |           | João Souza                  | 64 | 65 | 7      | 7 | 13 |
| |           |                             |    |    |        |   |    |
| 5 |           | Federico Delbonis           | 6  | 3  | 6      | 7 |    |
| 5 |           | Thomaz Bellucci             | 3  | 6  | 2      | 5 |    |
| |           |                             |    |    |        |   |    |

| 1 |  | Carlos Berlocq              | 4  | 6  | 7 | 3 | 2  |
| 1 |  | João Souza                  | 6  | 3  | 5 | 6 | 6  |
| 2 |  | Leonardo Mayer              | 6  | 6  | 1 | 6 |    |
| 2 |  | Thomaz Bellucci             | 4  | 3  | 6 | 3 |    |
| 3 |  | C. Berlocq - D. Schwartzman | 5  | 3  | 4 |   |    |
| 3 |  | Marcelo Melo - Bruno Soares | 7  | 6  | 6 |   |    |
|   |  |                             |    |    |   |   |    |
| 4 |  | Leonardo Mayer              | 7  | 7  | 5 | 5 | 15 |
| 4 |  | João Souza                  | 64 | 65 | 7 | 7 | 13 |
|   |  |                             |    |    |   |   |    |
| 5 |  | Federico Delbonis           | 6  | 3  | 6 | 7 |    |
| 5 |  | Thomaz Bellucci             | 3  | 6  | 2 | 5 |    |
|   |  |                             |    |    |   |   |    |

| | Serbie | 5                              | - | 0 | Croatie |   |   |
| --- | ------ | ------------------------------ | - | - | ------- | - | - |
| Kraljevo Sports Hall, Kraljevo, Serbie |        |                                |   |   |         |   |   |
| du 6 au 8 mars 2015 sur dur (int.) |        |                                |   |   |         |   |   |
| \| 1 \| \| Novak Djokovic \| 6 \| 6 \| 6 \| \| \| \| 1 \| \| Mate Delić \| 3 \| 2 \| 4 \| \| \| \| 2 \| \| Viktor Troicki \| 4 \| 1 \| 6 \| 6 \| 6 \| \| 2 \| \| Borna Ćorić \| 6 \| 6 \| 3 \| 2 \| 1 \| \| 3 \| \| N. Djokovic - N. Zimonjić \| 6 \| 6 \| 6 \| \| \| \| 3 \| \| Franko Škugor - Marin Draganja \| 3 \| 4 \| 1 \| \| \| \| \| \| \| \| \| \| \| \| \| 4 \| \| Filip Krajinović \| 6 \| 6 \| \| \| \| \| 4 \| \| Franko Škugor \| 4 \| 2 \| \| \| \| \| \| \| \| \| \| \| \| \| \| 5 \| \| Viktor Troicki \| 6 \| 6 \| \| \| \| \| 5 \| \| Mate Delić \| 4 \| 3 \| \| \| \| \| \| \| \| \| \| \| \| \| |        |                                |   |   |         |   |   |
| 1 |        | Novak Djokovic                 | 6 | 6 | 6       |   |   |
| 1 |        | Mate Delić                     | 3 | 2 | 4       |   |   |
| 2 |        | Viktor Troicki                 | 4 | 1 | 6       | 6 | 6 |
| 2 |        | Borna Ćorić                    | 6 | 6 | 3       | 2 | 1 |
| 3 |        | N. Djokovic - N. Zimonjić      | 6 | 6 | 6       |   |   |
| 3 |        | Franko Škugor - Marin Draganja | 3 | 4 | 1       |   |   |
| |        |                                |   |   |         |   |   |
| 4 |        | Filip Krajinović               | 6 | 6 |         |   |   |
| 4 |        | Franko Škugor                  | 4 | 2 |         |   |   |
| |        |                                |   |   |         |   |   |
| 5 |        | Viktor Troicki                 | 6 | 6 |         |   |   |
| 5 |        | Mate Delić                     | 4 | 3 |         |   |   |
| |        |                                |   |   |         |   |   |

| 1 |  | Novak Djokovic                 | 6 | 6 | 6 |   |   |
| 1 |  | Mate Delić                     | 3 | 2 | 4 |   |   |
| 2 |  | Viktor Troicki                 | 4 | 1 | 6 | 6 | 6 |
| 2 |  | Borna Ćorić                    | 6 | 6 | 3 | 2 | 1 |
| 3 |  | N. Djokovic - N. Zimonjić      | 6 | 6 | 6 |   |   |
| 3 |  | Franko Škugor - Marin Draganja | 3 | 4 | 1 |   |   |
|   |  |                                |   |   |   |   |   |
| 4 |  | Filip Krajinović               | 6 | 6 |   |   |   |
| 4 |  | Franko Škugor                  | 4 | 2 |   |   |   |
|   |  |                                |   |   |   |   |   |
| 5 |  | Viktor Troicki                 | 6 | 6 |   |   |   |
| 5 |  | Mate Delić                     | 4 | 3 |   |   |   |
|   |  |                                |   |   |   |   |   |

| | Canada | 3                              | - | 2  | Japon |   |   |
| --- | ------ | ------------------------------ | - | -- | ----- | - | - |
| Thunderbird Sports Centre, Vancouver, Canada |        |                                |   |    |       |   |   |
| du 6 au 8 mars 2015 sur dur (int.) |        |                                |   |    |       |   |   |
| \| 1 \| \| Milos Raonic \| 6 \| 6 \| 6 \| \| \| \| 1 \| \| Tatsuma Ito \| 2 \| 1 \| 2 \| \| \| \| 2 \| \| Vasek Pospisil \| 4 \| 65 \| 3 \| \| \| \| 2 \| \| Kei Nishikori \| 6 \| 7 \| 6 \| \| \| \| 3 \| \| Daniel Nestor - Vasek Pospisil \| 7 \| 2 \| 6 \| 3 \| 6 \| \| 3 \| \| Go Soeda - Yasutaka Uchiyama \| 5 \| 6 \| 3 \| 6 \| 3 \| \| \| \| \| \| \| \| \| \| \| 4 \| \| Milos Raonic \| 6 \| 3 \| 4 \| 6 \| 4 \| \| 4 \| \| Kei Nishikori \| 3 \| 6 \| 6 \| 2 \| 6 \| \| \| \| \| \| \| \| \| \| \| 5 \| \| Vasek Pospisil \| 7 \| 6 \| 6 \| \| \| \| 5 \| \| Go Soeda \| 5 \| 3 \| 4 \| \| \| \| \| \| \| \| \| \| \| \| |        |                                |   |    |       |   |   |
| 1 |        | Milos Raonic                   | 6 | 6  | 6     |   |   |
| 1 |        | Tatsuma Ito                    | 2 | 1  | 2     |   |   |
| 2 |        | Vasek Pospisil                 | 4 | 65 | 3     |   |   |
| 2 |        | Kei Nishikori                  | 6 | 7  | 6     |   |   |
| 3 |        | Daniel Nestor - Vasek Pospisil | 7 | 2  | 6     | 3 | 6 |
| 3 |        | Go Soeda - Yasutaka Uchiyama   | 5 | 6  | 3     | 6 | 3 |
| |        |                                |   |    |       |   |   |
| 4 |        | Milos Raonic                   | 6 | 3  | 4     | 6 | 4 |
| 4 |        | Kei Nishikori                  | 3 | 6  | 6     | 2 | 6 |
| |        |                                |   |    |       |   |   |
| 5 |        | Vasek Pospisil                 | 7 | 6  | 6     |   |   |
| 5 |        | Go Soeda                       | 5 | 3  | 4     |   |   |
| |        |                                |   |    |       |   |   |

| 1 |  | Milos Raonic                   | 6 | 6  | 6 |   |   |
| 1 |  | Tatsuma Ito                    | 2 | 1  | 2 |   |   |
| 2 |  | Vasek Pospisil                 | 4 | 65 | 3 |   |   |
| 2 |  | Kei Nishikori                  | 6 | 7  | 6 |   |   |
| 3 |  | Daniel Nestor - Vasek Pospisil | 7 | 2  | 6 | 3 | 6 |
| 3 |  | Go Soeda - Yasutaka Uchiyama   | 5 | 6  | 3 | 6 | 3 |
|   |  |                                |   |    |   |   |   |
| 4 |  | Milos Raonic                   | 6 | 3  | 4 | 6 | 4 |
| 4 |  | Kei Nishikori                  | 3 | 6  | 6 | 2 | 6 |
|   |  |                                |   |    |   |   |   |
| 5 |  | Vasek Pospisil                 | 7 | 6  | 6 |   |   |
| 5 |  | Go Soeda                       | 5 | 3  | 4 |   |   |
|   |  |                                |   |    |   |   |   |

| | Belgique | 3                              | - | 2 | Suisse |    |   |
| --- | -------- | ------------------------------ | - | - | ------ | -- | - |
| Country Hall du Sart Tilman, Liège, Belgique |          |                                |   |   |        |    |   |
| du 6 au 8 mars 2015 sur dur (int.) |          |                                |   |   |        |    |   |
| \| 1 \| \| Ruben Bemelmans \| 6 \| 7 \| 4 \| 0 \| 2 \| \| 1 \| \| Henri Laaksonen \| 1 \| 6 \| 6 \| 6 \| 6 \| \| 2 \| \| Steve Darcis \| 6 \| 6 \| 6 \| \| \| \| 2 \| \| Michael Lammer \| 3 \| 1 \| 3 \| \| \| \| 3 \| \| R. Bemelmans - N. Desein \| 1 \| 6 \| 6 \| 6 \| \| \| 3 \| \| Adrien Bossel - Michael Lammer \| 6 \| 3 \| 2 \| 2 \| \| \| \| \| \| \| \| \| \| \| \| 4 \| \| Steve Darcis \| 3 \| 6 \| 6 \| 65 \| 1 \| \| 4 \| \| Henri Laaksonen \| 6 \| 3 \| 3 \| 7 \| 6 \| \| \| \| \| \| \| \| \| \| \| 5 \| \| David Goffin \| 6 \| 6 \| 6 \| \| \| \| 5 \| \| Adrien Bossel \| 4 \| 0 \| 4 \| \| \| \| \| \| \| \| \| \| \| \| |          |                                |   |   |        |    |   |
| 1 |          | Ruben Bemelmans                | 6 | 7 | 4      | 0  | 2 |
| 1 |          | Henri Laaksonen                | 1 | 6 | 6      | 6  | 6 |
| 2 |          | Steve Darcis                   | 6 | 6 | 6      |    |   |
| 2 |          | Michael Lammer                 | 3 | 1 | 3      |    |   |
| 3 |          | R. Bemelmans - N. Desein       | 1 | 6 | 6      | 6  |   |
| 3 |          | Adrien Bossel - Michael Lammer | 6 | 3 | 2      | 2  |   |
| |          |                                |   |   |        |    |   |
| 4 |          | Steve Darcis                   | 3 | 6 | 6      | 65 | 1 |
| 4 |          | Henri Laaksonen                | 6 | 3 | 3      | 7  | 6 |
| |          |                                |   |   |        |    |   |
| 5 |          | David Goffin                   | 6 | 6 | 6      |    |   |
| 5 |          | Adrien Bossel                  | 4 | 0 | 4      |    |   |
| |          |                                |   |   |        |    |   |

| 1 |  | Ruben Bemelmans                | 6 | 7 | 4 | 0  | 2 |
| 1 |  | Henri Laaksonen                | 1 | 6 | 6 | 6  | 6 |
| 2 |  | Steve Darcis                   | 6 | 6 | 6 |    |   |
| 2 |  | Michael Lammer                 | 3 | 1 | 3 |    |   |
| 3 |  | R. Bemelmans - N. Desein       | 1 | 6 | 6 | 6  |   |
| 3 |  | Adrien Bossel - Michael Lammer | 6 | 3 | 2 | 2  |   |
|   |  |                                |   |   |   |    |   |
| 4 |  | Steve Darcis                   | 3 | 6 | 6 | 65 | 1 |
| 4 |  | Henri Laaksonen                | 6 | 3 | 3 | 7  | 6 |
|   |  |                                |   |   |   |    |   |
| 5 |  | David Goffin                   | 6 | 6 | 6 |    |   |
| 5 |  | Adrien Bossel                  | 4 | 0 | 4 |    |   |
|   |  |                                |   |   |   |    |   |

##### Quarts de finale
| | Grande-Bretagne    | 3                          | -   | 1    | France |   |  |
| --- | ------------------ | -------------------------- | --- | ---- | ------ | - |  |
| Queen's Club, Londres, Grande-Bretagne |                    |                            |     |      |        |   |  |
| du 17 au 19 juillet 2015 sur gazon (ext.) |                    |                            |     |      |        |   |  |
| \| 1 \| \| James Ward \| 4 \| 4 \| 1 \| \| \| \| 1 \| \| Gilles Simon \| 6 \| 6 \| 6 \| \| \| \| 2 \| \| Andy Murray \| 7 \| 7 \| 6 \| \| \| \| 2 \| \| Jo-Wilfried Tsonga \| 5 \| 610 \| 2 \| \| \| \| 3 \| \| Andy Murray - Jamie Murray \| 4 \| 6 \| 7 \| 6 \| \| \| 3 \| \| J.-W. Tsonga - N. Mahut \| 6 \| 3 \| 65 \| 1 \| \| \| \| \| \| \| \| \| \| \| \| 4 \| \| Andy Murray \| 4 \| 7 \| 6 \| 6 \| \| \| 4 \| \| Gilles Simon \| 6 \| 65 \| 3 \| 0 \| \| \| \| \| \| \| \| \| \| \| \| 5 \| \| James Ward \| Non \| joué \| \| \| \| \| 5 \| Jo-Wilfried Tsonga \| \| \| \| \| \| \| \| \| \| \| \| \| \| \| \| |                    |                            |     |      |        |   |  |
| 1 |                    | James Ward                 | 4   | 4    | 1      |   |  |
| 1 |                    | Gilles Simon               | 6   | 6    | 6      |   |  |
| 2 |                    | Andy Murray                | 7   | 7    | 6      |   |  |
| 2 |                    | Jo-Wilfried Tsonga         | 5   | 610  | 2      |   |  |
| 3 |                    | Andy Murray - Jamie Murray | 4   | 6    | 7      | 6 |  |
| 3 |                    | J.-W. Tsonga - N. Mahut    | 6   | 3    | 65     | 1 |  |
| |                    |                            |     |      |        |   |  |
| 4 |                    | Andy Murray                | 4   | 7    | 6      | 6 |  |
| 4 |                    | Gilles Simon               | 6   | 65   | 3      | 0 |  |
| |                    |                            |     |      |        |   |  |
| 5 |                    | James Ward                 | Non | joué |        |   |  |
| 5 | Jo-Wilfried Tsonga |                            |     |      |        |   |  |
| |                    |                            |     |      |        |   |  |

| 1 |                    | James Ward                 | 4   | 4    | 1  |   |  |
| 1 |                    | Gilles Simon               | 6   | 6    | 6  |   |  |
| 2 |                    | Andy Murray                | 7   | 7    | 6  |   |  |
| 2 |                    | Jo-Wilfried Tsonga         | 5   | 610  | 2  |   |  |
| 3 |                    | Andy Murray - Jamie Murray | 4   | 6    | 7  | 6 |  |
| 3 |                    | J.-W. Tsonga - N. Mahut    | 6   | 3    | 65 | 1 |  |
|   |                    |                            |     |      |    |   |  |
| 4 |                    | Andy Murray                | 4   | 7    | 6  | 6 |  |
| 4 |                    | Gilles Simon               | 6   | 65   | 3  | 0 |  |
|   |                    |                            |     |      |    |   |  |
| 5 |                    | James Ward                 | Non | joué |    |   |  |
| 5 | Jo-Wilfried Tsonga |                            |     |      |    |   |  |
|   |                    |                            |     |      |    |   |  |

| | Australie | 3                          | -  | 2  | Kazakhstan |   |  |
| --- | --------- | -------------------------- | -- | -- | ---------- | - |  |
| Marrara Sports Complex, Darwin, Australie |           |                            |    |    |            |   |  |
| du 17 au 19 juillet 2015 sur gazon (ext.) |           |                            |    |    |            |   |  |
| \| 1 \| \| Thanasi Kokkinakis \| 4 \| 3 \| 3 \| \| \| \| 1 \| \| Mikhail Kukushkin \| 6 \| 6 \| 6 \| \| \| \| 2 \| \| Nick Kyrgios \| 65 \| 7 \| 65 \| 4 \| \| \| 2 \| \| Aleksandr Nedovyesov \| 7 \| 62 \| 7 \| 6 \| \| \| 3 \| \| Sam Groth - Lleyton Hewitt \| 6 \| 7 \| 6 \| \| \| \| 3 \| \| A. Golubev - A. Nedovyesov \| 4 \| 64 \| 2 \| \| \| \| \| \| \| \| \| \| \| \| \| 4 \| \| Sam Groth \| 6 \| 7 \| 4 \| 7 \| \| \| 4 \| \| Mikhail Kukushkin \| 3 \| 6 \| 6 \| 6 \| \| \| \| \| \| \| \| \| \| \| \| 5 \| \| Lleyton Hewitt \| 7 \| 6 \| 6 \| \| \| \| 5 \| \| Aleksandr Nedovyesov \| 62 \| 2 \| 3 \| \| \| \| \| \| \| \| \| \| \| \| |           |                            |    |    |            |   |  |
| 1 |           | Thanasi Kokkinakis         | 4  | 3  | 3          |   |  |
| 1 |           | Mikhail Kukushkin          | 6  | 6  | 6          |   |  |
| 2 |           | Nick Kyrgios               | 65 | 7  | 65         | 4 |  |
| 2 |           | Aleksandr Nedovyesov       | 7  | 62 | 7          | 6 |  |
| 3 |           | Sam Groth - Lleyton Hewitt | 6  | 7  | 6          |   |  |
| 3 |           | A. Golubev - A. Nedovyesov | 4  | 64 | 2          |   |  |
| |           |                            |    |    |            |   |  |
| 4 |           | Sam Groth                  | 6  | 7  | 4          | 7 |  |
| 4 |           | Mikhail Kukushkin          | 3  | 6  | 6          | 6 |  |
| |           |                            |    |    |            |   |  |
| 5 |           | Lleyton Hewitt             | 7  | 6  | 6          |   |  |
| 5 |           | Aleksandr Nedovyesov       | 62 | 2  | 3          |   |  |
| |           |                            |    |    |            |   |  |

| 1 |  | Thanasi Kokkinakis         | 4  | 3  | 3  |   |  |
| 1 |  | Mikhail Kukushkin          | 6  | 6  | 6  |   |  |
| 2 |  | Nick Kyrgios               | 65 | 7  | 65 | 4 |  |
| 2 |  | Aleksandr Nedovyesov       | 7  | 62 | 7  | 6 |  |
| 3 |  | Sam Groth - Lleyton Hewitt | 6  | 7  | 6  |   |  |
| 3 |  | A. Golubev - A. Nedovyesov | 4  | 64 | 2  |   |  |
|   |  |                            |    |    |    |   |  |
| 4 |  | Sam Groth                  | 6  | 7  | 4  | 7 |  |
| 4 |  | Mikhail Kukushkin          | 3  | 6  | 6  | 6 |  |
|   |  |                            |    |    |    |   |  |
| 5 |  | Lleyton Hewitt             | 7  | 6  | 6  |   |  |
| 5 |  | Aleksandr Nedovyesov       | 62 | 2  | 3  |   |  |
|   |  |                            |    |    |    |   |  |

| | Argentine | 4                               | - | 1 | Serbie |   |   |
| --- | --------- | ------------------------------- | - | - | ------ | - | - |
| Tecnópolis, Buenos Aires, Argentine |           |                                 |   |   |        |   |   |
| du 17 au 19 juillet 2015 sur terre battue (int.) |           |                                 |   |   |        |   |   |
| \| 1 \| \| Leonardo Mayer \| 6 \| 6 \| 6 \| \| \| \| 1 \| \| Filip Krajinović \| 4 \| 2 \| 1 \| \| \| \| 2 \| \| Federico Delbonis \| 2 \| 2 \| 6 \| 6 \| 6 \| \| 2 \| \| Viktor Troicki \| 6 \| 6 \| 4 \| 4 \| 2 \| \| 3 \| \| Carlos Berlocq - Leonardo Mayer \| 6 \| 6 \| 6 \| \| \| \| 3 \| \| Viktor Troicki - Nenad Zimonjić \| 2 \| 4 \| 1 \| \| \| \| \| \| \| \| \| \| \| \| \| 4 \| \| Diego Schwartzman \| 1 \| 4 \| \| \| \| \| 4 \| \| Dušan Lajović \| 6 \| 6 \| \| \| \| \| \| \| \| \| \| \| \| \| \| 5 \| \| Carlos Berlocq \| 6 \| 3 \| \| \| \| \| 5 \| \| Filip Krajinović \| 1 \| 0 \| ab. \| \| \| \| \| \| \| \| \| \| \| \| |           |                                 |   |   |        |   |   |
| 1 |           | Leonardo Mayer                  | 6 | 6 | 6      |   |   |
| 1 |           | Filip Krajinović                | 4 | 2 | 1      |   |   |
| 2 |           | Federico Delbonis               | 2 | 2 | 6      | 6 | 6 |
| 2 |           | Viktor Troicki                  | 6 | 6 | 4      | 4 | 2 |
| 3 |           | Carlos Berlocq - Leonardo Mayer | 6 | 6 | 6      |   |   |
| 3 |           | Viktor Troicki - Nenad Zimonjić | 2 | 4 | 1      |   |   |
| |           |                                 |   |   |        |   |   |
| 4 |           | Diego Schwartzman               | 1 | 4 |        |   |   |
| 4 |           | Dušan Lajović                   | 6 | 6 |        |   |   |
| |           |                                 |   |   |        |   |   |
| 5 |           | Carlos Berlocq                  | 6 | 3 |        |   |   |
| 5 |           | Filip Krajinović                | 1 | 0 | ab.    |   |   |
| |           |                                 |   |   |        |   |   |

| 1 |  | Leonardo Mayer                  | 6 | 6 | 6   |   |   |
| 1 |  | Filip Krajinović                | 4 | 2 | 1   |   |   |
| 2 |  | Federico Delbonis               | 2 | 2 | 6   | 6 | 6 |
| 2 |  | Viktor Troicki                  | 6 | 6 | 4   | 4 | 2 |
| 3 |  | Carlos Berlocq - Leonardo Mayer | 6 | 6 | 6   |   |   |
| 3 |  | Viktor Troicki - Nenad Zimonjić | 2 | 4 | 1   |   |   |
|   |  |                                 |   |   |     |   |   |
| 4 |  | Diego Schwartzman               | 1 | 4 |     |   |   |
| 4 |  | Dušan Lajović                   | 6 | 6 |     |   |   |
|   |  |                                 |   |   |     |   |   |
| 5 |  | Carlos Berlocq                  | 6 | 3 |     |   |   |
| 5 |  | Filip Krajinović                | 1 | 0 | ab. |   |   |
|   |  |                                 |   |   |     |   |   |

| | Belgique | 5                              | - | 0 | Canada |   |  |
| --- | -------- | ------------------------------ | - | - | ------ | - |  |
| Sportpark Krokodiel, Ostende, Belgique |          |                                |   |   |        |   |  |
| du 17 au 19 juillet 2015 sur terre battue (ext.) |          |                                |   |   |        |   |  |
| \| 1 \| \| Steve Darcis \| 3 \| 6 \| 7 \| 6 \| \| \| 1 \| \| Frank Dancevic \| 6 \| 1 \| 5 \| 3 \| \| \| 2 \| \| David Goffin \| 6 \| 6 \| 6 \| \| \| \| 2 \| \| Filip Peliwo \| 4 \| 4 \| 2 \| \| \| \| 3 \| \| R. Bemelmans - K. Coppejans \| 7 \| 3 \| 6 \| 6 \| \| \| 3 \| \| Daniel Nestor - Adil Shamasdin \| 5 \| 6 \| 4 \| 3 \| \| \| \| \| \| \| \| \| \| \| \| 4 \| \| Kimmer Coppejans \| 2 \| 6 \| 6 \| \| \| \| 4 \| \| Frank Dancevic \| 6 \| 2 \| 3 \| \| \| \| \| \| \| \| \| \| \| \| \| 5 \| \| Steve Darcis \| 6 \| 6 \| \| \| \| \| 5 \| \| Filip Peliwo \| 4 \| 3 \| \| \| \| \| \| \| \| \| \| \| \| \| |          |                                |   |   |        |   |  |
| 1 |          | Steve Darcis                   | 3 | 6 | 7      | 6 |  |
| 1 |          | Frank Dancevic                 | 6 | 1 | 5      | 3 |  |
| 2 |          | David Goffin                   | 6 | 6 | 6      |   |  |
| 2 |          | Filip Peliwo                   | 4 | 4 | 2      |   |  |
| 3 |          | R. Bemelmans - K. Coppejans    | 7 | 3 | 6      | 6 |  |
| 3 |          | Daniel Nestor - Adil Shamasdin | 5 | 6 | 4      | 3 |  |
| |          |                                |   |   |        |   |  |
| 4 |          | Kimmer Coppejans               | 2 | 6 | 6      |   |  |
| 4 |          | Frank Dancevic                 | 6 | 2 | 3      |   |  |
| |          |                                |   |   |        |   |  |
| 5 |          | Steve Darcis                   | 6 | 6 |        |   |  |
| 5 |          | Filip Peliwo                   | 4 | 3 |        |   |  |
| |          |                                |   |   |        |   |  |

| 1 |  | Steve Darcis                   | 3 | 6 | 7 | 6 |  |
| 1 |  | Frank Dancevic                 | 6 | 1 | 5 | 3 |  |
| 2 |  | David Goffin                   | 6 | 6 | 6 |   |  |
| 2 |  | Filip Peliwo                   | 4 | 4 | 2 |   |  |
| 3 |  | R. Bemelmans - K. Coppejans    | 7 | 3 | 6 | 6 |  |
| 3 |  | Daniel Nestor - Adil Shamasdin | 5 | 6 | 4 | 3 |  |
|   |  |                                |   |   |   |   |  |
| 4 |  | Kimmer Coppejans               | 2 | 6 | 6 |   |  |
| 4 |  | Frank Dancevic                 | 6 | 2 | 3 |   |  |
|   |  |                                |   |   |   |   |  |
| 5 |  | Steve Darcis                   | 6 | 6 |   |   |  |
| 5 |  | Filip Peliwo                   | 4 | 3 |   |   |  |
|   |  |                                |   |   |   |   |  |

##### Demi-finales
| | Grande-Bretagne | 3                          | - | 2  | Australie |   |   |
| --- | --------------- | -------------------------- | - | -- | --------- | - | - |
| Emirates Arena, Glasgow, Grande-Bretagne |                 |                            |   |    |           |   |   |
| du 18 au 20 septembre 2015 sur dur (int.) |                 |                            |   |    |           |   |   |
| \| 1 \| \| Andy Murray \| 6 \| 6 \| 6 \| \| \| \| 1 \| \| Thanasi Kokkinakis \| 3 \| 0 \| 3 \| \| \| \| 2 \| \| Daniel Evans \| 3 \| 62 \| 7 \| 4 \| \| \| 2 \| \| Bernard Tomic \| 6 \| 7 \| 64 \| 6 \| \| \| 3 \| \| Andy Murray - Jamie Murray \| 4 \| 6 \| 6 \| 6 \| 6 \| \| 3 \| \| Sam Groth - Lleyton Hewitt \| 6 \| 3 \| 4 \| 7 \| 4 \| \| \| \| \| \| \| \| \| \| \| 4 \| \| Andy Murray \| 7 \| 6 \| 6 \| \| \| \| 4 \| \| Bernard Tomic \| 5 \| 3 \| 2 \| \| \| \| \| \| \| \| \| \| \| \| \| 5 \| \| Daniel Evans \| 5 \| 4 \| \| \| \| \| 5 \| \| Thanasi Kokkinakis \| 7 \| 6 \| \| \| \| \| \| \| \| \| \| \| \| \| |                 |                            |   |    |           |   |   |
| 1 |                 | Andy Murray                | 6 | 6  | 6         |   |   |
| 1 |                 | Thanasi Kokkinakis         | 3 | 0  | 3         |   |   |
| 2 |                 | Daniel Evans               | 3 | 62 | 7         | 4 |   |
| 2 |                 | Bernard Tomic              | 6 | 7  | 64        | 6 |   |
| 3 |                 | Andy Murray - Jamie Murray | 4 | 6  | 6         | 6 | 6 |
| 3 |                 | Sam Groth - Lleyton Hewitt | 6 | 3  | 4         | 7 | 4 |
| |                 |                            |   |    |           |   |   |
| 4 |                 | Andy Murray                | 7 | 6  | 6         |   |   |
| 4 |                 | Bernard Tomic              | 5 | 3  | 2         |   |   |
| |                 |                            |   |    |           |   |   |
| 5 |                 | Daniel Evans               | 5 | 4  |           |   |   |
| 5 |                 | Thanasi Kokkinakis         | 7 | 6  |           |   |   |
| |                 |                            |   |    |           |   |   |

| 1 |  | Andy Murray                | 6 | 6  | 6  |   |   |
| 1 |  | Thanasi Kokkinakis         | 3 | 0  | 3  |   |   |
| 2 |  | Daniel Evans               | 3 | 62 | 7  | 4 |   |
| 2 |  | Bernard Tomic              | 6 | 7  | 64 | 6 |   |
| 3 |  | Andy Murray - Jamie Murray | 4 | 6  | 6  | 6 | 6 |
| 3 |  | Sam Groth - Lleyton Hewitt | 6 | 3  | 4  | 7 | 4 |
|   |  |                            |   |    |    |   |   |
| 4 |  | Andy Murray                | 7 | 6  | 6  |   |   |
| 4 |  | Bernard Tomic              | 5 | 3  | 2  |   |   |
|   |  |                            |   |    |    |   |   |
| 5 |  | Daniel Evans               | 5 | 4  |    |   |   |
| 5 |  | Thanasi Kokkinakis         | 7 | 6  |    |   |   |
|   |  |                            |   |    |    |   |   |

| | Belgique | 3                               | -  | 2  | Argentine |    |  |
| --- | -------- | ------------------------------- | -- | -- | --------- | -- |  |
| Forest National, Bruxelles, Belgique |          |                                 |    |    |           |    |  |
| du 18 au 20 septembre 2015 sur dur (int.) |          |                                 |    |    |           |    |  |
| \| 1 \| \| David Goffin \| 7 \| 7 \| 6 \| \| \| \| 1 \| \| Federico Delbonis \| 5 \| 63 \| 3 \| \| \| \| 2 \| \| Steve Darcis \| 65 \| 61 \| 6 \| 3 \| \| \| 2 \| \| Leonardo Mayer \| 7 \| 7 \| 4 \| 6 \| \| \| 3 \| \| R. Bemelmans - S. Darcis \| 2 \| 62 \| 7 \| 65 \| \| \| 3 \| \| Carlos Berlocq - Leonardo Mayer \| 6 \| 7 \| 5 \| 7 \| \| \| \| \| \| \| \| \| \| \| \| 4 \| \| David Goffin \| 6 \| 6 \| 6 \| \| \| \| 4 \| \| Diego Schwartzman \| 3 \| 2 \| 1 \| \| \| \| \| \| \| \| \| \| \| \| \| 5 \| \| Steve Darcis \| 6 \| 2 \| 7 \| 7 \| \| \| 5 \| \| Federico Delbonis \| 4 \| 6 \| 5 \| 63 \| \| \| \| \| \| \| \| \| \| \| |          |                                 |    |    |           |    |  |
| 1 |          | David Goffin                    | 7  | 7  | 6         |    |  |
| 1 |          | Federico Delbonis               | 5  | 63 | 3         |    |  |
| 2 |          | Steve Darcis                    | 65 | 61 | 6         | 3  |  |
| 2 |          | Leonardo Mayer                  | 7  | 7  | 4         | 6  |  |
| 3 |          | R. Bemelmans - S. Darcis        | 2  | 62 | 7         | 65 |  |
| 3 |          | Carlos Berlocq - Leonardo Mayer | 6  | 7  | 5         | 7  |  |
| |          |                                 |    |    |           |    |  |
| 4 |          | David Goffin                    | 6  | 6  | 6         |    |  |
| 4 |          | Diego Schwartzman               | 3  | 2  | 1         |    |  |
| |          |                                 |    |    |           |    |  |
| 5 |          | Steve Darcis                    | 6  | 2  | 7         | 7  |  |
| 5 |          | Federico Delbonis               | 4  | 6  | 5         | 63 |  |
| |          |                                 |    |    |           |    |  |

| 1 |  | David Goffin                    | 7  | 7  | 6 |    |  |
| 1 |  | Federico Delbonis               | 5  | 63 | 3 |    |  |
| 2 |  | Steve Darcis                    | 65 | 61 | 6 | 3  |  |
| 2 |  | Leonardo Mayer                  | 7  | 7  | 4 | 6  |  |
| 3 |  | R. Bemelmans - S. Darcis        | 2  | 62 | 7 | 65 |  |
| 3 |  | Carlos Berlocq - Leonardo Mayer | 6  | 7  | 5 | 7  |  |
|   |  |                                 |    |    |   |    |  |
| 4 |  | David Goffin                    | 6  | 6  | 6 |    |  |
| 4 |  | Diego Schwartzman               | 3  | 2  | 1 |    |  |
|   |  |                                 |    |    |   |    |  |
| 5 |  | Steve Darcis                    | 6  | 2  | 7 | 7  |  |
| 5 |  | Federico Delbonis               | 4  | 6  | 5 | 63 |  |
|   |  |                                 |    |    |   |    |  |

##### Finale
La finale de la Coupe Davis 2015 se joue entre la Belgique et Grande-Bretagne.
| | Belgique    | 1                           | -   | 3    | Grande-Bretagne |   |   |
| --- | ----------- | --------------------------- | --- | ---- | --------------- | - | - |
| Flanders Expo, Gand, Belgique |             |                             |     |      |                 |   |   |
| du 27 au 29 novembre 2015 sur terre battue (int.) |             |                             |     |      |                 |   |   |
| \| 1 \| \| David Goffin \| 3 \| 1 \| 6 \| 6 \| 6 \| \| 1 \| \| Kyle Edmund \| 6 \| 6 \| 2 \| 1 \| 0 \| \| 2 \| \| Ruben Bemelmans \| 3 \| 2 \| 5 \| \| \| \| 2 \| \| Andy Murray \| 6 \| 6 \| 7 \| \| \| \| 3 \| \| Steve Darcis - David Goffin \| 4 \| 6 \| 3 \| 2 \| \| \| 3 \| \| Andy Murray - Jamie Murray \| 6 \| 4 \| 6 \| 6 \| \| \| \| \| \| \| \| \| \| \| \| 4 \| \| David Goffin \| 3 \| 5 \| 3 \| \| \| \| 4 \| \| Andy Murray \| 6 \| 7 \| 6 \| \| \| \| \| \| \| \| \| \| \| \| \| 5 \| \| Ruben Bemelmans \| Non \| joué \| \| \| \| \| 5 \| Kyle Edmund \| \| \| \| \| \| \| \| \| \| \| \| \| \| \| \| |             |                             |     |      |                 |   |   |
| 1 |             | David Goffin                | 3   | 1    | 6               | 6 | 6 |
| 1 |             | Kyle Edmund                 | 6   | 6    | 2               | 1 | 0 |
| 2 |             | Ruben Bemelmans             | 3   | 2    | 5               |   |   |
| 2 |             | Andy Murray                 | 6   | 6    | 7               |   |   |
| 3 |             | Steve Darcis - David Goffin | 4   | 6    | 3               | 2 |   |
| 3 |             | Andy Murray - Jamie Murray  | 6   | 4    | 6               | 6 |   |
| |             |                             |     |      |                 |   |   |
| 4 |             | David Goffin                | 3   | 5    | 3               |   |   |
| 4 |             | Andy Murray                 | 6   | 7    | 6               |   |   |
| |             |                             |     |      |                 |   |   |
| 5 |             | Ruben Bemelmans             | Non | joué |                 |   |   |
| 5 | Kyle Edmund |                             |     |      |                 |   |   |
| |             |                             |     |      |                 |   |   |

### Barrages

#### Résumé
Les barrages voient s'affronter les nations ayant perdu au 1er tour du "Groupe Mondial" (GM) et les vainqueurs des "Groupe I" de façon aléatoire. Les nations victorieuses sont qualifiées pour le groupe mondial 2016. Les nations vaincues participent au "Groupe I" de leur zone géographique. Les barrages se déroulent en même temps que les demi-finales : du 18 au 20 septembre.
| Lieu            | Surface             | Hôtes                  | Score | Visiteurs       |
| --------------- | ------------------- | ---------------------- | ----- | --------------- |
| New Delhi       | dur (ext.)          | Inde                   | 1 - 3 | Tchéquie (GM)   |
| Genève          | dur (int.)          | Suisse (GM)            | 4 - 1 | Pays-Bas        |
| Irkoutsk        | dur (int.)          | Russie                 | 1 - 4 | Italie (GM)     |
| Tachkent*       | terre battue (ext.) | Ouzbékistan            | 1 - 3 | États-Unis (GM) |
| Pereira         | terre battue (ext.) | Colombie               | 2 - 3 | Japon (GM)      |
| Saint-Domingue* | dur (ext.)          | République dominicaine | 1 - 4 | Allemagne (GM)  |
| Florianópolis   | terre battue (ext.) | Brésil (GM)            | 1 - 3 | Croatie (GM)    |
| Gdynia          | dur (int.)          | Pologne                | 3 - 2 | Slovaquie       |

* les équipes qui se rencontrent pour la 1re fois dans l'histoire de la compétition tirent au sort la nation qui reçoit.